# Daniel Oduber Quirós
Porfirio Ricardo José Luis Daniel Oduber Quirós (* 25. August 1921 in San José, Costa Rica; † 13. Oktober 1991 in Escazú, Costa Rica) war Politiker und vom 8. Mai 1974 bis zum 8. Mai 1978 Präsident in Costa Rica. Oduber war Mitglied der Partido Liberación Nacional.

## Leben

### Herkunft und frühe Laufbahn
Seine Eltern waren Ana María Quirós Quirós und Porfirio Oduber Soto. 1946 studierte er an der McGill University in Kanada Philosophie und schloss das Studium mit einem Master of Arts ab. In Paris studierte er Rechtswissenschaft. Daniel Oduber sprach perfekt Englisch und Französisch und las Deutsch und Italienisch. Eine Doktorarbeit schloss er nicht ab, sondern engagierte sich in der Politik der 1940er Jahre. Er war Mitglied des Centro para el Estudio de los Problemas Nacionales, einer Vorgängerorganisation der Partido Social Demócrata. Am 13. Oktober 1948 brachte er ein Maschinengewehr der Swiss Arms Neuhausen (heute SIG Combibloc Group) in den Club del Partido Social Demócrata.
Oduber heiratete in Paris Marjorie Elliot Sypher, der Tochter von Marjorie Sypher und Colin Fraser Elliott, einem kanadischen Diplomaten, sowie Schwester von Fraser Elliott. In dieser Ehe wurden Luis Adrián und Ana María Oduber Elliott geboren.
Er besuchte die Schule in San José. Er machte eine Ausbildung zum Buchhalter, studierte an der Universidad de Costa Rica Rechtswissenschaft und wurde Rechtsanwalt.

### Im diplomatischen Dienst
In der Junta Fundadora de la Segunda República (1948–1949), welche von José Figueres Ferrer geleitet wurde, war Oduber Generalsekretär. 1949 war er Vertreter Costa Ricas bei den Vereinten Nationen. Von 1949 bis 1950 war er Beauftragter für Verhandlungen mit der Regierung von Frankreich. Von 1953 bis 1955 war er ambulanter Botschafter von Costa Ricas in Europa.

### Abgeordneter und Minister
Von 1958 bis 1962 war er Parlamentsabgeordneter für San José. Bei der Aufstellung des Präsidentschaftskandidaten innerhalb der Partido Liberación Nacional bekam 1961, Francisco José Orlich Bolmarcich den Vorzug.
In der Regierung von 1962 bis 1964 war Oduber im Regierungskabinett von Francisco José Orlich Bolmarcich Außenminister und Kulturminister. Er war Mitglied des Leitungsgremiums des Instituto Costarricense de Turismo und des Instituto Nacional de Vivienda y Urbanismo.
Bei den Präsidentschaftswahlen 1966 war er der Kandidat der Partido Liberación Nacional. Er unterlag José Joaquín Trejos Fernández, der mit knappem Vorsprung gewählt wurde.

### Präsidentschaft
Bei den Präsidentschaftswahlen von 1974 war sein Gegenkandidat Fernando Trejos Escalante von der Partido Unificación Nacional. Oduber wurde gewählt. 1976 wurde er zu einem stellvertretenden Präsidenten der SI gewählt. 1985 bekam er den Premio Nacional de Historia für sein Werk Raíces del Partido Liberación Nacional (die Wurzeln der Partido Liberación Nacional)

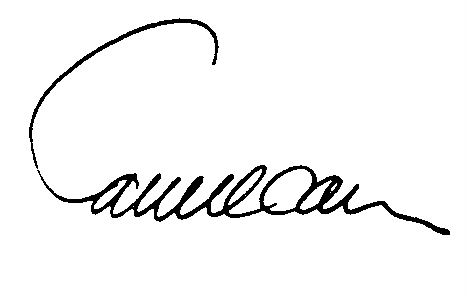
Unterschrift von Oduber

Im Dezember 2004 stifteten die Erben von Oduber die Finca La Flor in Guanacaste mit 1.500 Hektar an die Universidad Earth. Odubers Witwe und seine Kinder sind die Eigentümer des Comercial Morazán und des Edificio Morazán in San José.